# 210e brigade territoriale
Pour les articles homonymes, voir 210e brigade.
Cet article court présente un sujet plus développé dans : 105e division d'infanterie territoriale et 157e division d'infanterie (France).
La 210e brigade territoriale est une unité militaire française de la Première Guerre mondiale. Créée en janvier 1915 sous le nom de brigade sud du groupement de défense mobile de Belfort, elle prend le nom de 210e brigade en août 1915 lors de la création de la 105e division d'infanterie territoriale. Elle passe à la 157e division d'infanterie en mars 1916, jusqu'à sa dissolution en novembre 1916.

## Formation et différentes dénominations
- 24 janvier 1915 : formation de la brigade sud du groupement de défense mobile de Belfort[1]
- 16 août 1915 : renommée 210e brigade[1]
- 18 novembre 1916 : dissolution[1]

## Rattachement
- janvier 1915 - août 1915 : groupement de défense mobile de Belfort
- août 1915 - mars 1916 : 105e division d'infanterie territoriale
- mars - novembre 1916 : 157e division d'infanterie

## Composition
- 98e régiment d'infanterie territoriale de marche de janvier 1915 à janvier 1916
- 99e régiment d'infanterie territoriale de janvier 1915 à août 1916
- 298e régiment d'infanterie territoriale de janvier à novembre 1916
- 213e régiment d'infanterie de mars à août 1916
- 50e régiment d'infanterie territoriale d'août à novembre 1916